# Cunninghams Völkerschau der „Aborigines“ 1883–1888

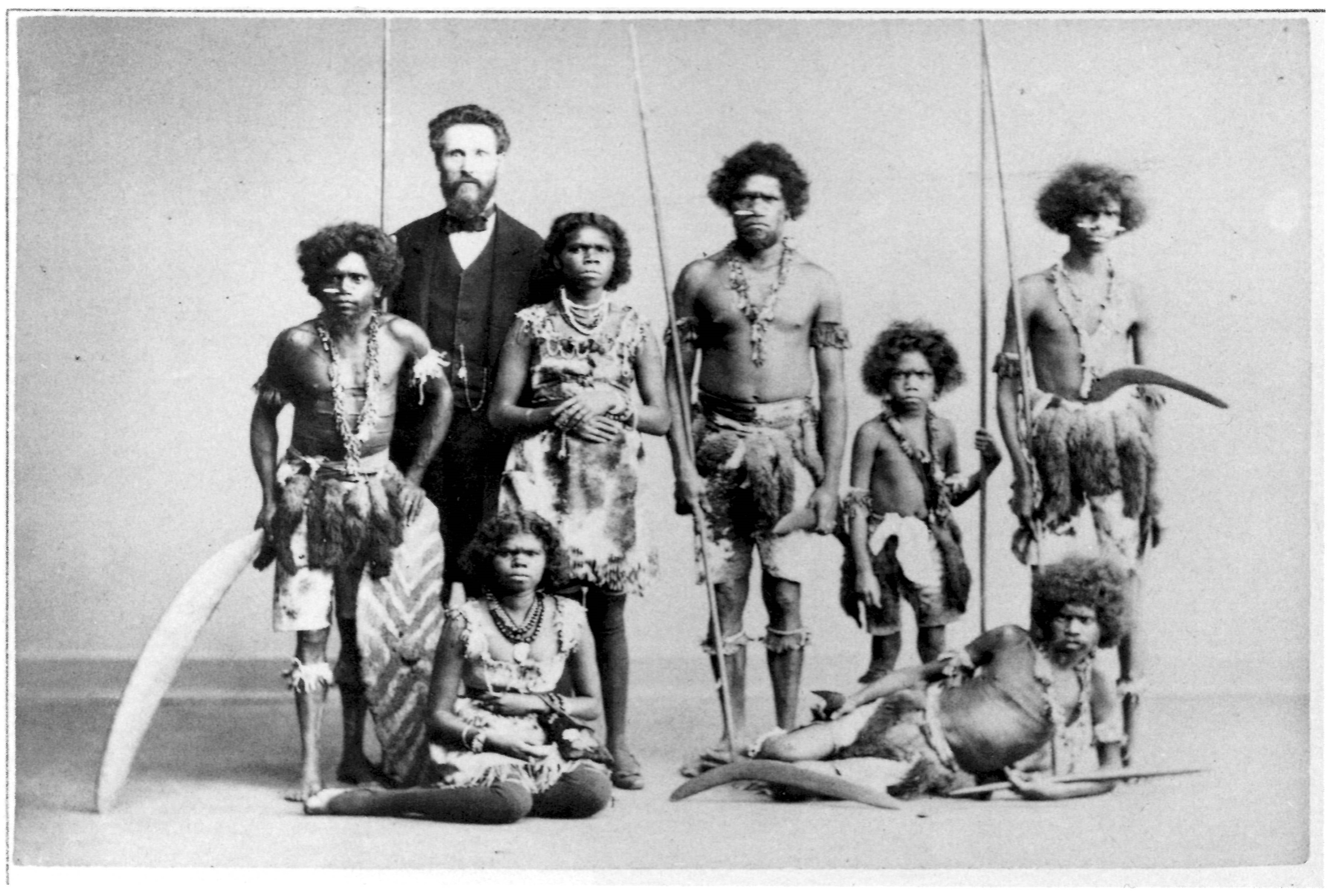
R. A. Cunningham mit der Gruppe der im Juli 1884 noch sieben „Aborigines“, Foto von Carl Günther (Berlin), von links nach rechts: „Billy“, Robert A. Cunningham, „Jenny“, ihr Mann „Toby“, deren Sohn „Toby“, „Jimmy“, vorne: Tagarah (auch „Sussy“ genannt) und „Bob“

Cunninghams Völkerschau der „Aborigines“ 1883–1888 war eine Völkerschau (im heutigen Sprachgebrauch auch Menschenzoo), bei der eine Gruppe indigener Australier in Nordamerika und Europa zur Schau gestellt wurde.
Veranstalter der Schau war Robert A. Cunningham (1837–1907) aus Kanada, der im Januar 1883 eine Gruppe von neun Personen aus North Queensland nach Nordamerika entführte, um diese ab Mai 1883 zunächst im Rahmen einer Völkerschau-Tournee von P. T. Barnum zur Schau zu stellen. In den USA verstarben im Februar 1884 zwei Männer der Gruppe. Im April 1884 setzte Cunningham die Tournee in Europa fort. Im Laufe des Jahres 1885 verstarben vier weitere Gruppenmitglieder. Die Völkerschau hatte sich für Cunningham als lukrative Einnahmequelle erwiesen. Deshalb tourte er mit den drei Überlebenden von 1885 bis 1887 weiter durch Skandinavien, Russland und Südeuropa. Wahrscheinlich brachte er sie im April 1888 zurück nach Australien.
Verschiedene Anthropologen zeigten großes Interesse an der Völkerschau, denn die im deutschsprachigen Raum so genannten „Australneger“ galten im rassistischen Denken des 19. Jahrhunderts als „Urmenschen“ auf der untersten Stufe der „Rassenhierarchie“. Sie wurden als „Wilde“ und „Kannibalen“ stigmatisiert und deshalb besonders abschätzig beschrieben und behandelt.

## Vorgeschichte

### Der Impresario R. A. Cunningham
Der sich nach seinem Vorbild des US-amerikanischen Schaustellers und Zirkuspioniers P. T. Barnum mit seinen Initialen abkürzende R. A. Cunningham aus Kanada gilt in der Forschung als „Prototyp des schlechten, rücksichtslosen Völkerschau-Impresarios“, der ausschließlich auf Profit aus war. Schon zu seinen Lebzeiten galt er – nicht zuletzt aufgrund seiner Selbstinszenierung – als „Menschenjäger“ und „Freak-Catcher“.

### Entführung aus Townsville
Cunningham unternahm im Dezember 1882 in Darwin im Auftrag von Barnum zunächst einen erfolglosen Versuch, eine Gruppe Indigener zu verschleppen. Der zweite Versuch in Townsville war erfolgreich. Cunningham bewarb später seine Völkerschau ganz offen mit der Behauptung, die Gruppe auf sein Schiff gelockt und entführt zu haben. Über die genauen Umstände der Entführung in Townsville ist wenig bekannt. Cunningham brachte die Gruppe am 22. Januar 1883 zunächst nach Sydney.

### Die Gruppe der neun „Aborigines“
Sechs der neun „Aborigines“ stammten von Palm Island und gehörten zum Stamm der Manbarra. Die übrigen drei Männer der Gruppe gehörten zum Stamm der Biyaygiri. Bekannt sind die englischen Namen, die vermutlich Cunningham ihnen zugeschrieben hat. Ihre Aborigine– bzw. Stammesnamen sind unterschiedlich und teils widersprüchlich überliefert, insbesondere in den Publikationen von Rudolf Virchow und von Emile Houzé und Victor Jacques, die an den sieben in Europa zur Schau gestellten Personen wissenschaftliche Untersuchungen vornahmen und jeweils in längeren Aufsätzen genaue Personenbeschreibungen vornahmen.
- Die etwa 16- bis 18-jährige Tagarah („Sussy“, bei Virchow: „Susi Dakaro“) wurde während der Tournee in den USA von Cunningham als „Prinzessin Tagarah, Tochter des Kannibalenkönigs von Nord-Queensland“ bezeichnet. Ihr etwa zwanzigjähriger Mann war Houzé und Jacques bekannt als „Tambo“ und wurde eventuell auch „Johnny“ genannt.[10] Bei seinen Nachfahren ist sein Stammesname überliefert als Kukamunburra.[11]

- Die vier weiteren Gruppenmitglieder von Palm Island waren der gut zwanzigjährige „Jimmy“ bzw. „James“ (bei Houzé/Jacques: Tinendal, bei Virchow: Tiniden oder Tinendal), außerdem „Jenny“ (bei Houzé/Jacques: Yarembera, bei Virchow: Yemberi oder Yorembera, etwa 30 bis 40 Jahre alt), ihr Mann „Toby“ (bei Houzé/Jacques: Wangong, bei Virchow: Koddigandal oder Kuttegandal) und deren gemeinsamer Sohn, der ebenfalls „Toby“ genannt wurde (bei Houzé/Jacques: Kottiganden, bei Virchow: Telegorah; 7 bis 8 Jahre alt). Nach dem Tod des Vaters 1885 nannte sich der Junge „Benny“, weil er nicht den Namen des toten Vaters tragen sollte.[12]

- Die übrigen drei Männer der Gruppe stammten von der Nachbarinsel Hinchinbrook Island, darunter „Billy“ (bei Houzé/Jacques: Warutchsenben, bei Virchow: Warrisimbol oder Warichisinbin; 30 bis 35 Jahre alt) und „Bob“ (bei Houzé/Jacques: Oritchnenben, bei Virchow: Orininben oder Orininden; 20 bis 25 Jahre alt). Der Name des dritten Biyaygiri ist unbekannt.[13]

Nur „Billy“, „Jenny“ und ihr Sohn „Benny“ überlebten die Völkerschau-Tournee.

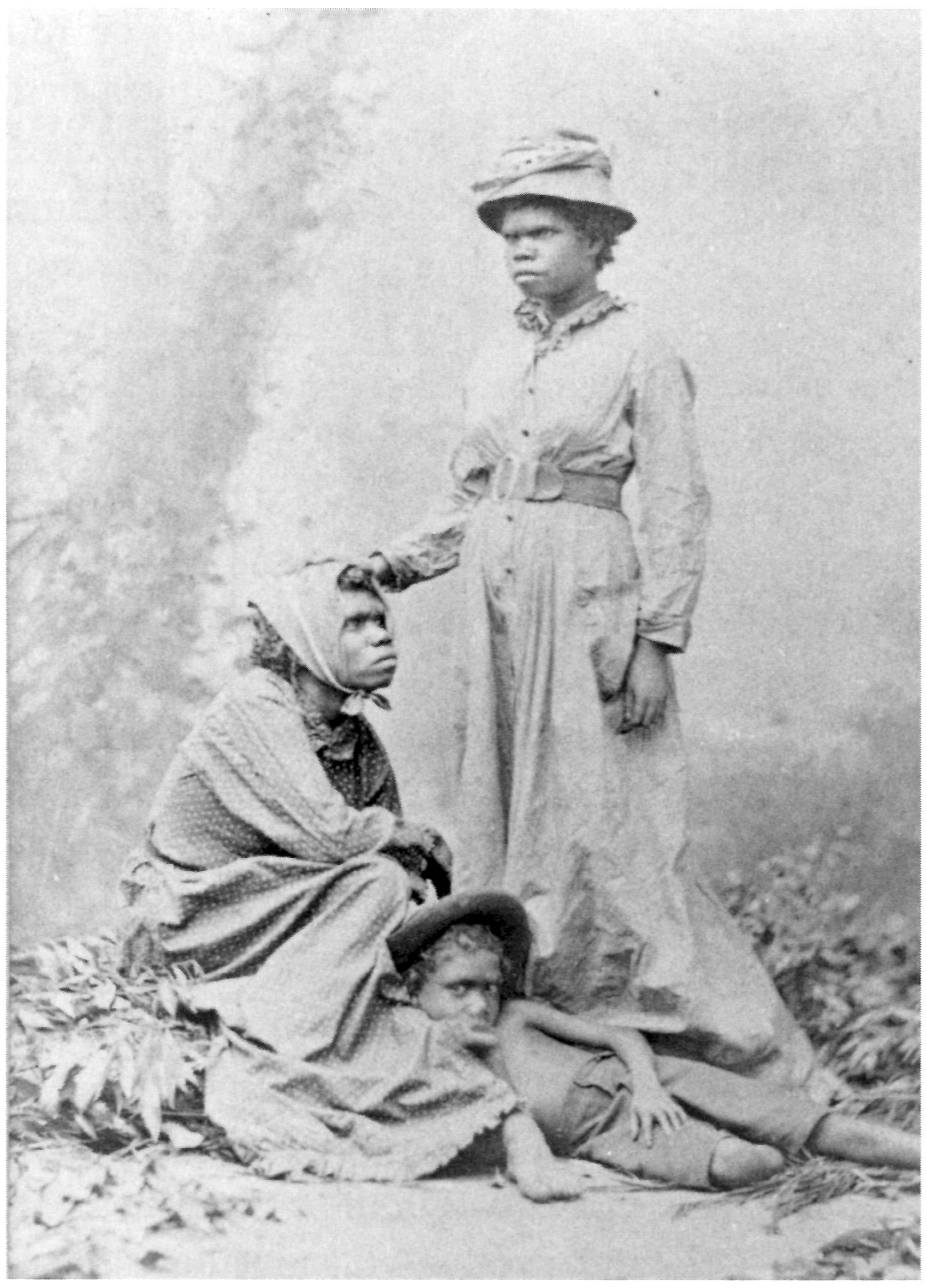
„Jenny“, Tagarah und „Toby“ 1883 in Sydney
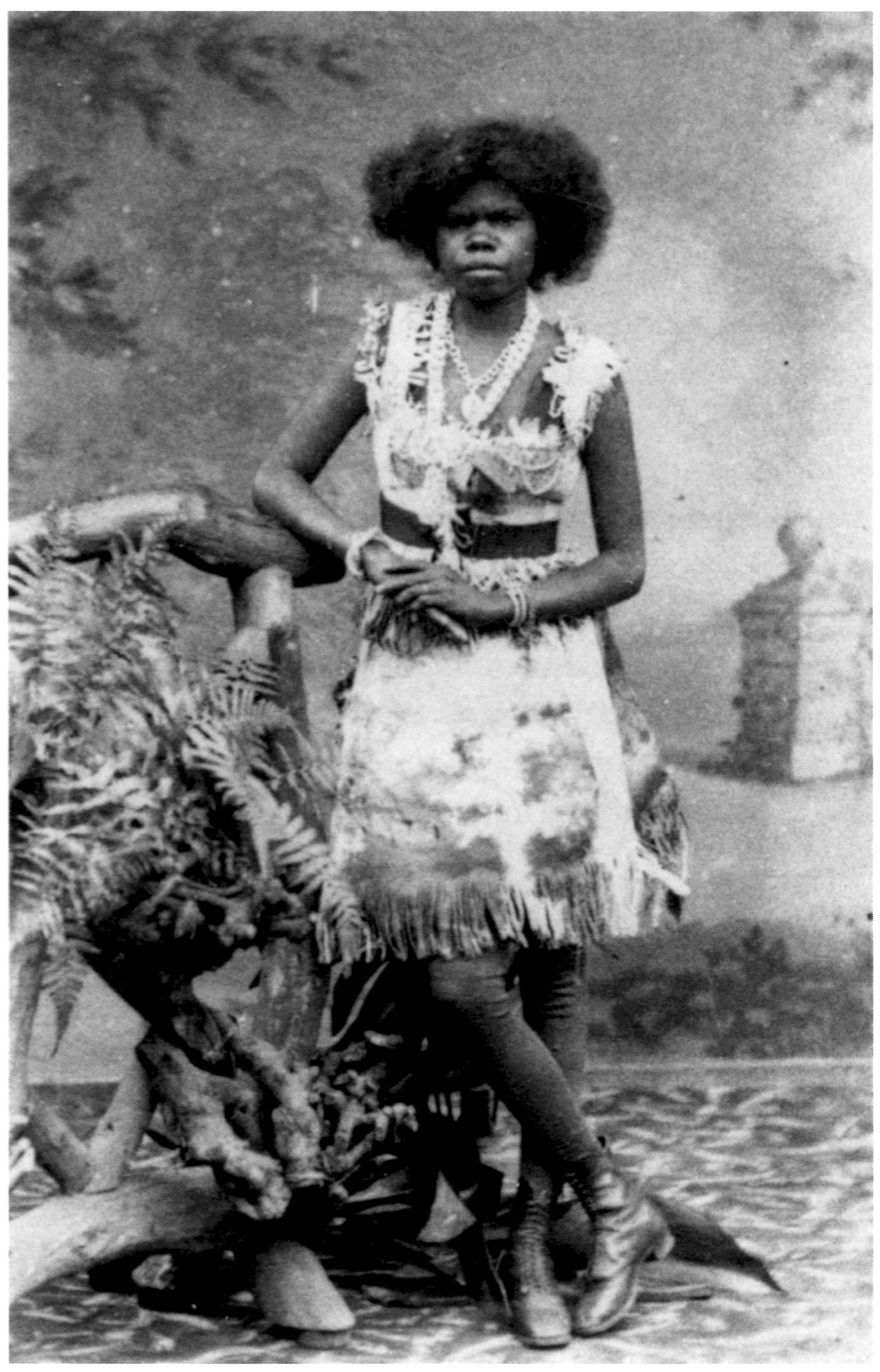
Tagarah 1884 in London
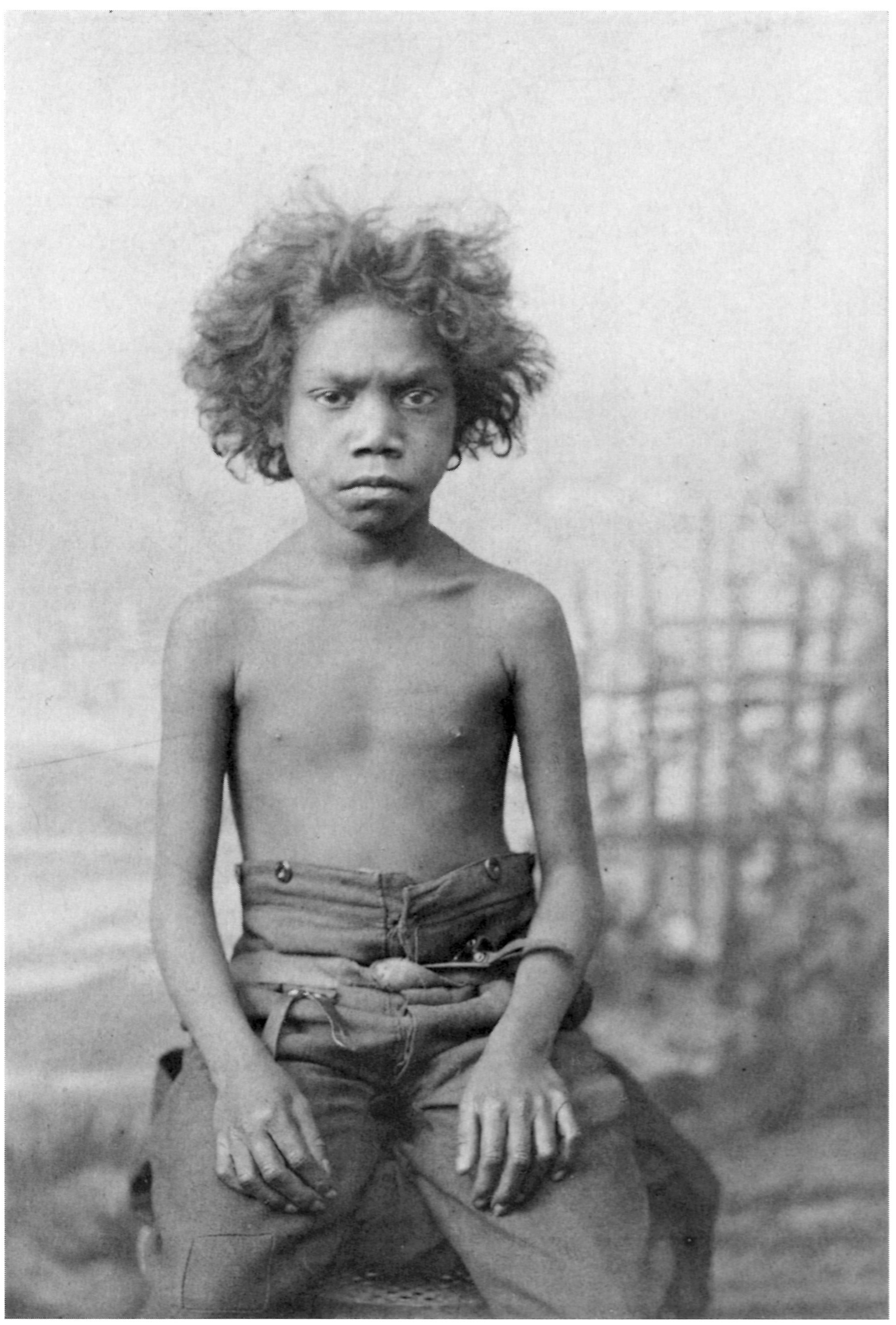
„Toby“ bzw. „Benny“ 1885 in Paris

### Aufenthalt in Sydney und Abreise aus Australien
Während des fünfwöchigen Aufenthaltes in Sydney ereignete sich am 12. Februar 1883 ein Zwischenfall, als zwei Männer der Gruppe (laut Poignant wahrscheinlich „Billy“ und der Mann ohne Namen) einen Fluchtversuch unternahmen und bei ihrer Festsetzung einen Polizisten mit dem Messer verletzten. Am 20. Februar 1883 wurden die beiden Männer einem Richter vorgeführt, der die geplante Ausreise der Gruppe als Entführung bezeichnete und verhindern wollte. Der Fall erregte Aufsehen, und die Zeitung Evening News kritisierte, dass Sydney zum „Zwischenlager eines Menschenraubgeschäfts“ werde. Zwei andere Männer, „Jimmy“ und „Toby“ (der Ehemann von „Jenny“), die etwas Englisch sprechen konnten, gaben gegenüber der Polizeibehörde nach dem Gerichtsverfahren allerdings an, dass sie freiwillig mit Cunningham reisen wollten. Poignant sieht bei den teils widersprüchlichen Schilderungen noch einige offene Fragen, letztlich aber gelang es Cunningham aufgrund der Einverständniserklärung von „Jimmy“ und „Toby“, am 26. Februar mit der ganzen Gruppe aus Sydney abzureisen. Zunächst kam die Gruppe über Melbourne nach Auckland auf Neuseeland, wo Cunningham sie erstmals vor Publikum auftreten ließ. Im New Zealand Herald vom 24. März 1883 findet sich eine Anzeige, in der „Bumerang- und Speerwerfen“, „Corroboree oder Kriegstanz“ sowie „Tätowieren mit Glasflaschen“ angekündigt wurden. Ende April 1883 erreichte die Gruppe San Francisco.

## Verlauf der Völkerschau

### Auftritte in Nordamerika 1883/84

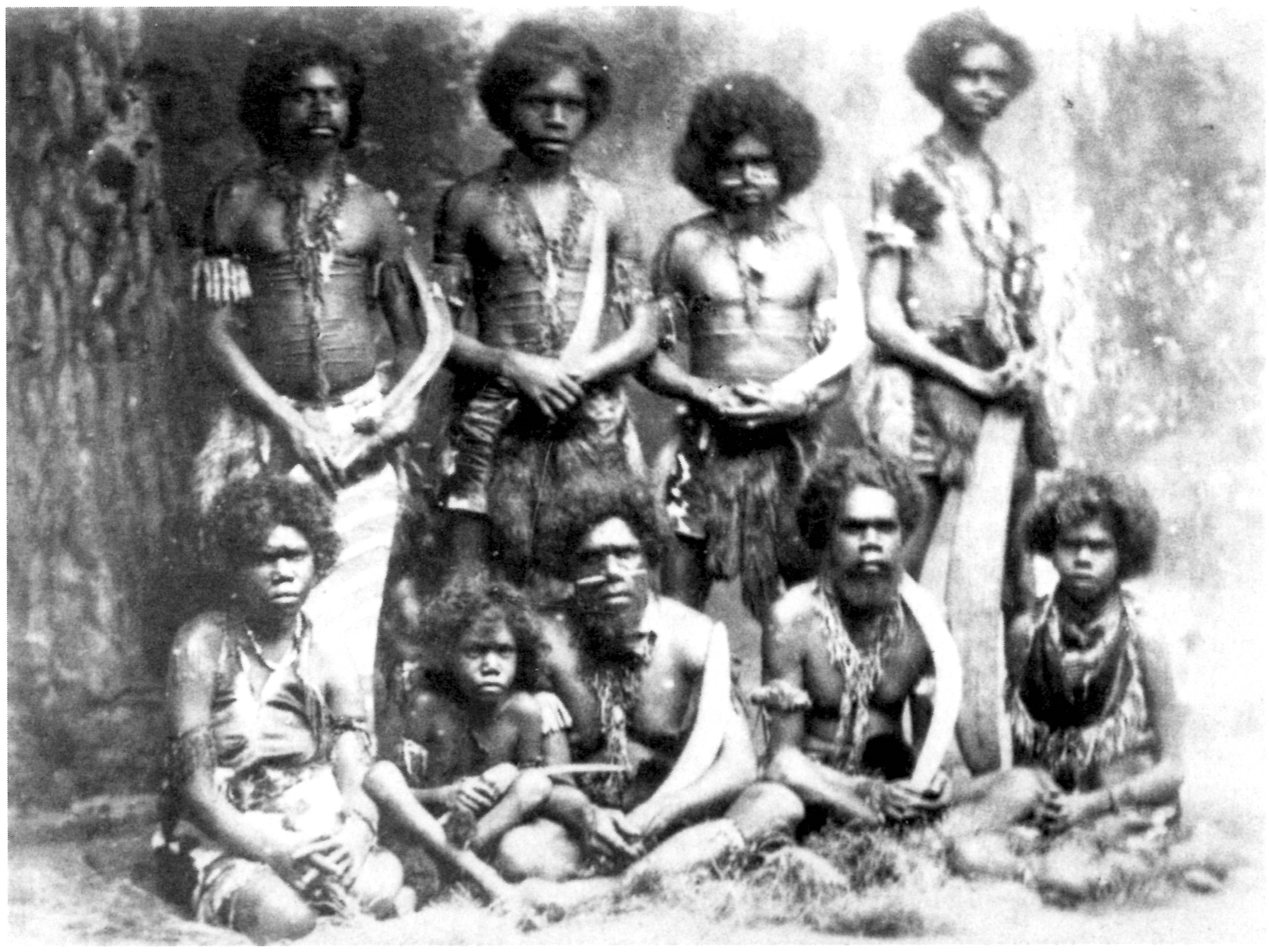
Gruppe der 1883 neun „Aborigines“: vorne von links nach rechts „Jenny“, ihr Sohn „Toby“, ihr Mann „Toby“, „Tambo“ (auch Kukamunburra genannt) und Tagarah, hinten von links nach rechts „Bob“, Name unbekannt, „Billy“ und „Jimmy“

Nach der Ankunft in San Francisco reiste die Gruppe mit dem Zug weiter an die amerikanische Ostküste. Anfang Mai 1883 stieß die Gruppe zum Ethnological Congress of Strange Savage Tribes, der in Barnums Zirkus zusammen mit weiteren Gruppen von Zulus, Toda und Nubiern aufgeführt wurde. Angelockt durch Zeitungsinserate, in denen die „Australian Cannibals“ als letzte Exemplare dieser „hopeless embruited race“ angekündigt wurden, zählte die Schau bei ihrem ersten Auftritt in Baltimore bereits am ersten Tag mehr als 30.000 Besucher. Die Tournee führte durch zahlreiche weitere Städte der USA, darunter Chicago und St. Louis. Die Gruppe lernte während der Tournee Englisch und zeigte sich als sprachbegabt. Unabhängig von den Auftritten in Barnums Zirkus ließ Cunningham seine Gruppe auch in Vergnügungsstätten und Kuriositätenkabinetten aller Art auftreten. Als die Zirkustournee Ende 1883 in die Winterpause ging, versuchte Cunningham, die Gruppe in den damals populären Dime-Museen auszustellen. Insgesamt verzeichnete die Völkerschau über 130 Stationen sowohl in Groß- als auch verschiedenen Kleinstädten der USA und in Kanada.
Bei der Ankunft der Gruppe am 23. Februar 1884 in Cleveland (Ohio) brach „Tambo“ zusammen und verstarb im Alter von etwa 21 Jahren. Als mögliche Todesursache kamen laut Arztbericht eine Lungenentzündung oder Tuberkulose in Betracht. Seine Frau Tagarah trauerte viele Tage und weigerte sich zu essen. Die Gruppe musste unterdessen über zwei Wochen lang im Dime-Museum von Cleveland auftreten. Als die anderen Gruppenmitglieder den Leichnam nach ihren Bestattungsriten beisetzen wollten, hielt Cunningham sie davon ab und teilte der Gruppe drei Tage später mit, „Tambo“ sei bereits beerdigt worden. Die Gruppe erfuhr nicht, dass der Direktor des Museums, in dem die Gruppe aufgetreten war, den Körper einbalsamieren und mumifizieren ließ, um ihn später in einer Glasvitrine auszustellen. Während „Tambos“ Tod in der Öffentlichkeit große Aufmerksamkeit erfuhr, versuchte Cunningham den Tod des Mannes, dessen Name nicht überliefert ist und der etwa zwei Wochen später vermutlich noch in Cleveland verstarb, zu verheimlichen. Obwohl die Gruppe eigentlich den Sommer über weiter mit Barnum touren sollte, entschied sich Cunningham nach dem Tod der beiden Männer offenbar kurzfristig, die Tournee in Europa als eigenständiger Impresario fortzusetzen.

### Auftritte in Europa 1884–1887

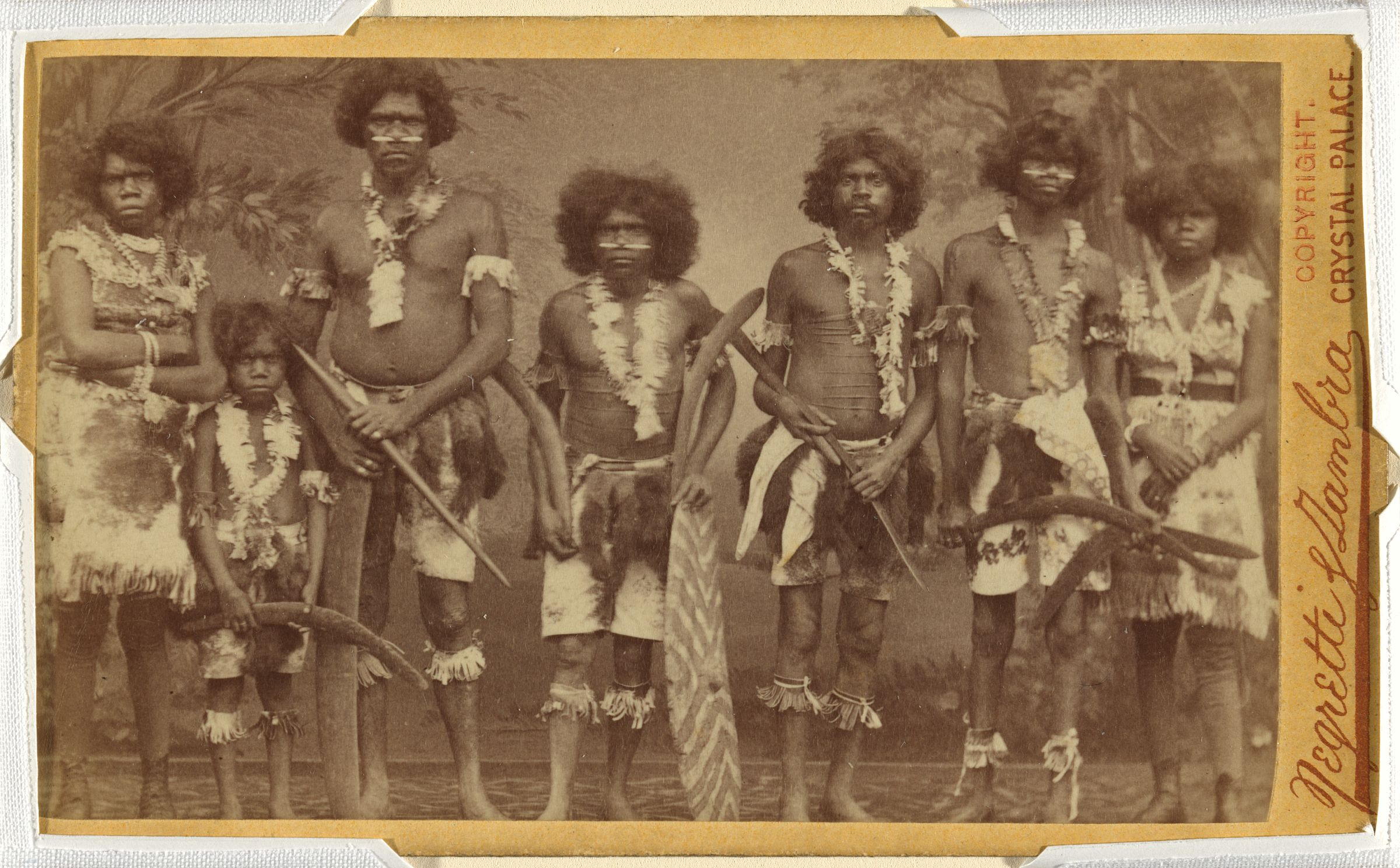
Gruppe der 1884 sieben „Aborigines“, London 1884, von links nach rechts: „Jenny“, ihr Sohn „Toby“, dessen Vater „Toby“, „Billy“, „Bob“, „Jimmy“ und Tagarah

Die noch sieben Personen zählende Gruppe kam Anfang April 1884 in London an. Ab dem 19. April stellte Cunningham sie im dortigen Crystal Palace zur Schau. Im Mai blieben sie mehrere Wochen in Brüssel, wo sie im Leopoldpark zur Schau gestellt wurden. Dort wurde bei den meisten Gruppenmitgliedern eine Lungentuberkulose diagnostiziert. Von Brüssel fuhr die Gruppe nach Köln, wo sie im Juni 1884 in Castans Panopticum auftrat. Die Kölnische Zeitung berichtete am 27. Juni 1884:

„Die Australneger. Köln, 26. Juni. Seit einiger Zeit üben unsere schwarzen Gäste, die dem niedrigst stehenden Teile der Menschheit angehören, eine große Zugkraft auf das hiesige Publicum und die durchreisenden Fremden aus. Herr Cunningham, der als Agent Barnums diese Neger im nördlichen Queensland durch Geschenke von Glasperlen und anderm Flitter bewogen hat, mit ihm an Bord zu gehen, reist jetzt auf seine Rechnung mit denselben durch Europa, wo sie als die ersten und vielleicht auch als die letzten Exemplare dieser Rasse gesehen werden, denn ihre Stämme sollen in raschem Aussterben begriffen sein. Fünf Neger und vier Negerinnen hatte Herr C. aus Australien mitgenommen; zwei der letzteren starben in America. Das europäische Klima soll ihnen besser zusagen. Anderthalb Jahre sind sie schon auf Reisen, zwei von den Männern sprechen einiges Englisch, die übrigen nur ihre Muttersprache. Ihre Hauptwaffen sind Speer, Keule, Schild und der Bumerang, die sie sich selbst anfertigen und sehr geschickt gebrauchen. Der letztere ist das interessanteste in Form und Handhabung; es ist ein hartem Holze, meistens aus Baumwurzeln des Eukalyptus bearbeitetes, zu einem stumpfen Winkel gebogenes, etwa ein bis zwei Zoll breites flaches Holzstück, an seiner beiden Enden spitz zulaufend. Gestern nun gaben die Neger auf der Mülheimer Heide eine Vorstellung von der Handhabung ihrer Nationalwaffe. […] Wohl senkt sich der Bumerang auch, um wunderbarer Weise mehrmals höher zu steigen, beschreibt zwei, drei und vier weite Kreise und kommt endlich in einer weiten Spirallinie wieder zu Boden, oft zu des Mannes, der ihn geschleudert, zurück.“

Im Juli 1884 kam die Gruppe nach Berlin, wo sie drei Monate im Berliner Castans Panopticum auf der Friedrichstraße auftrat. Während der weiteren Tournee durch das Deutsche Reich verstarben vier weitere Mitglieder der Gruppe. „Bob“ starb am 7. November 1884 in Chemnitz. Anschließend reiste die Gruppe im Dezember weiter nach Breslau, im Februar 1885 zunächst nach Halle, anschließend für jeweils zwei bis drei Tage nach Nordhausen, Halberstadt, Magdeburg, Quedlinburg, Aschersleben, Sangerhausen, Gotha, Erfurt, Eisenach und Mühlhausen, wo sie meist in Gasthäusern zur Schau gestellt wurden. Im April trat die Gruppe in Göttingen auf. Am 31. Mai starb „Jimmy“ im städtischen Hospital Darmstadt im Alter von 23 Jahren und wurde dort bestattet. Die Gruppe hatte ihn dort Anfang Mai zurückgelassen und war inzwischen nach Frankfurt am Main weitergezogen, wo sie erstmals während der Europa-Tournee in einem Zoo auftrat. Von dort reiste die Gruppe über Wiesbaden und Mannheim bis Elberfeld. Ab dem 17. Juni 1885 wurde die Gruppe im dortigen Zoologischen Garten zur Schau gestellt. Dort kam es auch zu gewaltsamen Übergriffen gegen Mitglieder der Völkerschau-Gruppe.

„Die ‚Kannibalen‘ aus dem Zoo wurden auf dem Heimweg nach Sonnborn, wo sie untergebracht sind, von mehr als hundert Schaulustigen nicht nur umzingelt, sondern geradezu attackiert, wobei man ihnen fast die Kleider vom Leib riss. Einem Polizisten fiel nichts Besseres ein, als den ‚Wilden‘ Unruhestifterei zu unterstellen. Wir fragen uns, wie die Anklage lauten wird, denn die Australier waren europäisch gekleidet und können allenfalls durch ihre Hautfarbe den Aufruhr verursacht haben, so dass ihnen höchstens die dunkle Haut zur Last gelegt werden kann.“

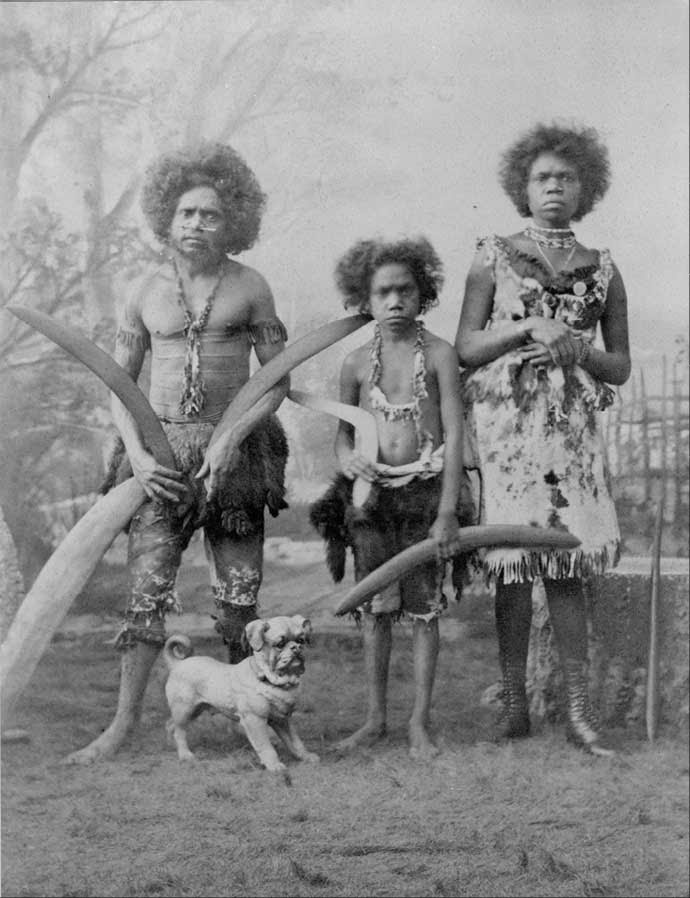
Gruppe der 1885 drei „Aborigines“ in Paris; von links nach rechts: „Billy“, „Benny“ (vorher „Toby“) und dessen Mutter „Jenny“

Die schwer erkrankte Tagarah hatte an den Schauen in Elberfeld nicht mehr teilgenommen. Sie starb am 23. Juni 1885 mit erst 17 Jahren an Tuberkulose und wurde auf dem Friedhof von Sonnborn (heute zu Wuppertal) beigesetzt. Die Gruppe trat anschließend im Juli in Münster, im August dann in Dortmund und Gelsenkirchen auf. Im Herbst 1885 reiste die Gruppe durch die Niederlande und durch Nordfrankreich. „Jennys“ Mann „Toby“ starb Anfang November 1885 in einem Pariser Krankenhaus an Tuberkulose. Laut Poignant wurde über seinen Tod in der Presse nicht berichtet. Nur die Beerdigungen von „Tambo“ in Cleveland und von Sussy in Wuppertal hatten eine breitere von Cunningham zu unterdrücken versuchte Berichterstattung in der Presse ausgelöst.
Anfang 1886 kam die seit dem Aufenthalt in Paris nur noch drei Personen zählende Gruppe in der Absicht nach Liverpool, nach Australien zurückzukehren. Dann entschied sich Cunningham offenbar spontan, die Völkerschau doch weiter fortzusetzen. Es folgte eine weitere 18 Monate dauernde Tournee durch viele skandinavische Städte wie Kopenhagen und Stockholm, über Sankt Petersburg und Moskau, Kiew und Konstantinopel, bis nach Rom und Wien. Im Frühjahr 1887 kehrte die Gruppe wieder nach Großbritannien zurück. Roslyn Poignant vermutet, dass Cunningham mit den drei Überlebenden „Jenny“, „Billy“ und „Benny“ im Sommer 1887 von England in die USA zurückgereist ist. Im Frühjahr bestieg Cunningham ein Schiff nach Sydney, wo er am 4. April 1888 ankam. Am 14. April erreichte er Townsville. Die Passagierlisten weisen die drei nicht ausdrücklich aus, dennoch meint Poignant, dass die Reise nur der Rückkehr der drei Überlebenden in ihre Heimat gedient haben könne. Auch gab Cunningham in einem Interview 1888 in Melbourne an, die Gruppe nach Haus gebracht zu haben.

### Wahrnehmung und Cunninghams Inszenierung der „Aborigines“

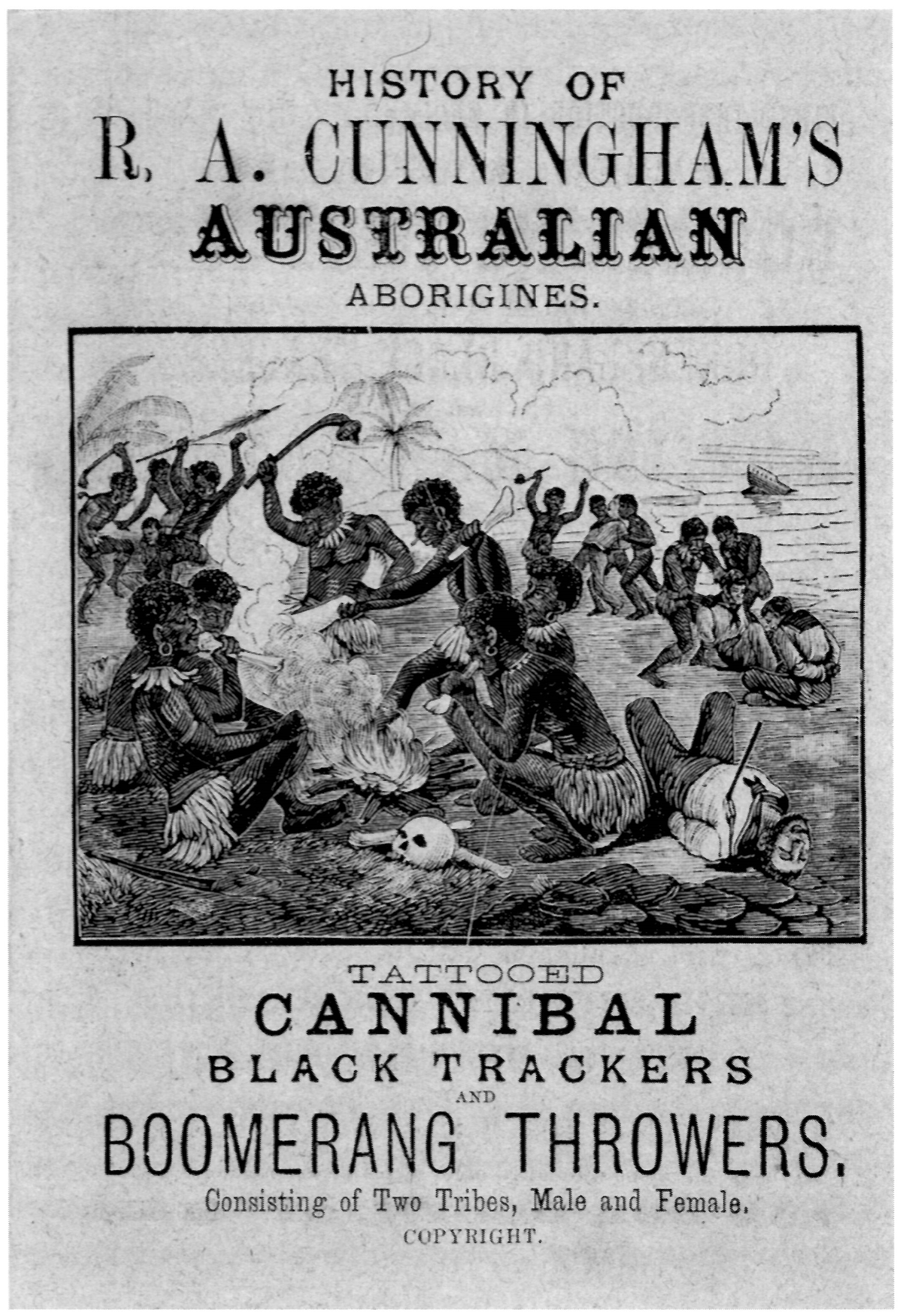
Titelseite der englischsprachigen Werbebroschüre von 1884 (National Archives, London) mit „Kannibalismus“-Szenen

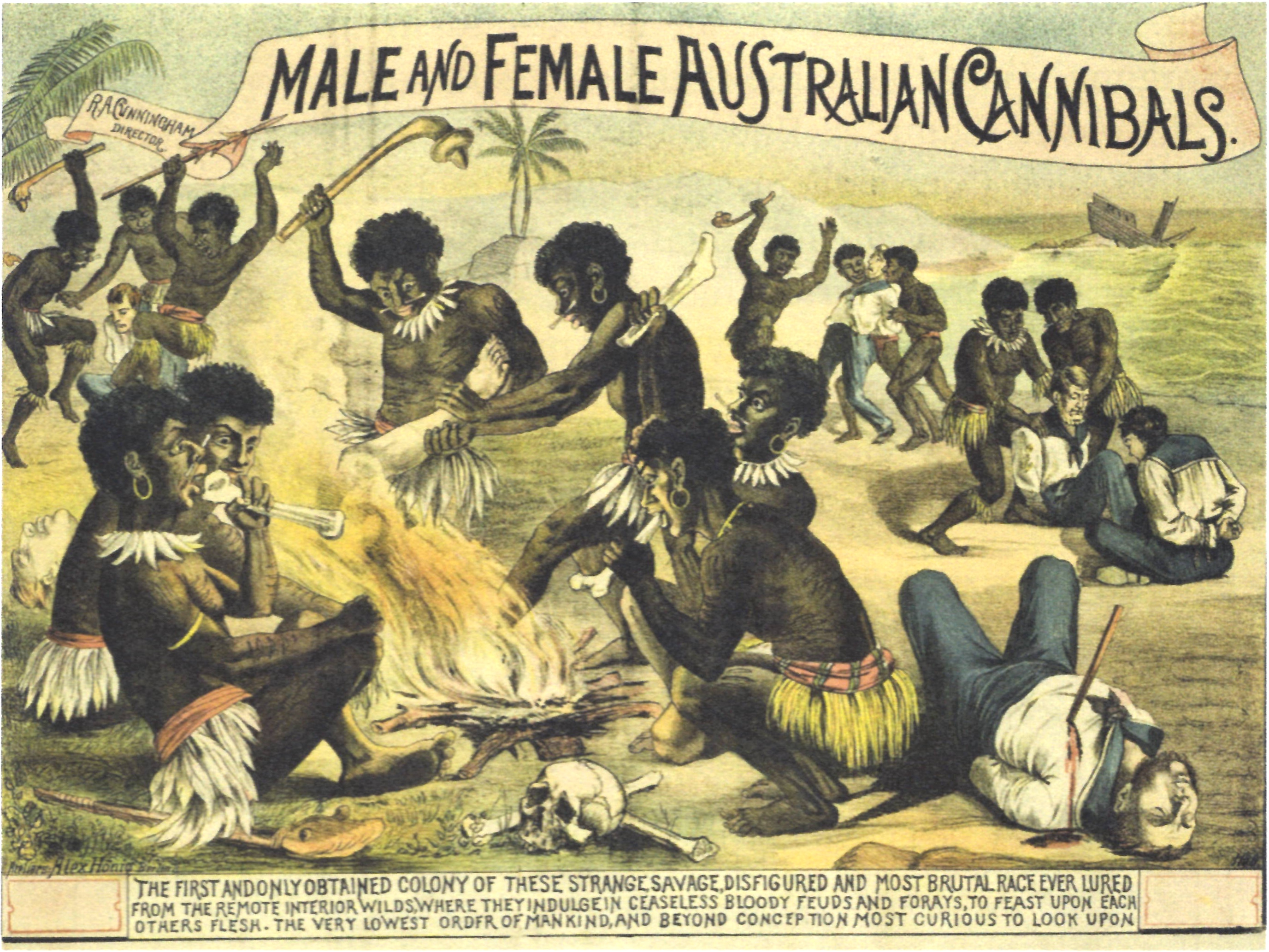
Farbiger Druck von 1885

In den 1880er Jahren wurde die Zahl der noch lebenden indigenen Australier auf 30.000 geschätzt. Sie hatten sich im 17. Jh. gegen die Kolonisierung gewehrt und galten seither als „Bösewichte und Barbaren“. Bereits Darwin hatte sie zusammen mit den Feuerländern „auf die niedrigste Stufe der Wildheit“ gestellt und als „niederträchtig“ und „erbärmlich“ bezeichnet.
Auch Cunningham inszenierte die Gruppe als „Wilde“ und ließ sie Piercings aus Knochen tragen. Für die Schauen legten sie wenig authentisch wirkende Kostüme an. Die Schauen umfassten hauptsächlich Tänze mit Gesängen und Bumerangwerfen. Cunningham bewarb die Australier als „Menschenfresser“. Plakate und Werbebroschüren zeigten „eine Gruppe von Kannibalen, ein gegrilltes Bein, tote und noch lebende weiße Gefangene, die der Schlachtung harren“.
In den Werbebroschüren hieß es:

„Australische Kannibalen und Kannibalinnen / Unter der Leitung von R. A. Cunningham / Die erste und einzige Kolonie dieser fremden, wilden, scheußlichen und brutalen Rasse, die je aus den fernen, unbekannten Weltgegenden gebracht wurde, wo sie sich ständig mit Kämpfen und blutigen Überfällen beschäftigen, um das Fleisch ihrer Feinde zu verschlingen / Die niedrigste Stufe der Menschheit und ganz gewiss diejenige, die zu beobachten von allergrößtem Interesse für das Publikum ist.“

Die Zeitschrift „Das Buch für Alle“ berichtete über den Aufenthalt der Gruppe im Berliner Castans Panopticum und ließ sich über das Aussehen der zur Schau gestellten Personen aus:

„Die Gesichtszüge sind durchaus hässlich; ein halbwegs leidliches Gesicht hat nur die Häuptlingstochter Tagarah, welche etwa 16 oder 18 Jahre alt ist und deshalb noch eine gewisse Frische besitzt. Das zweite in der Gesellschaft befindliche Weib, das etwa am Ausgange der Zwanziger steht, hat schon ein echt hexenartiges Aussehen […].“

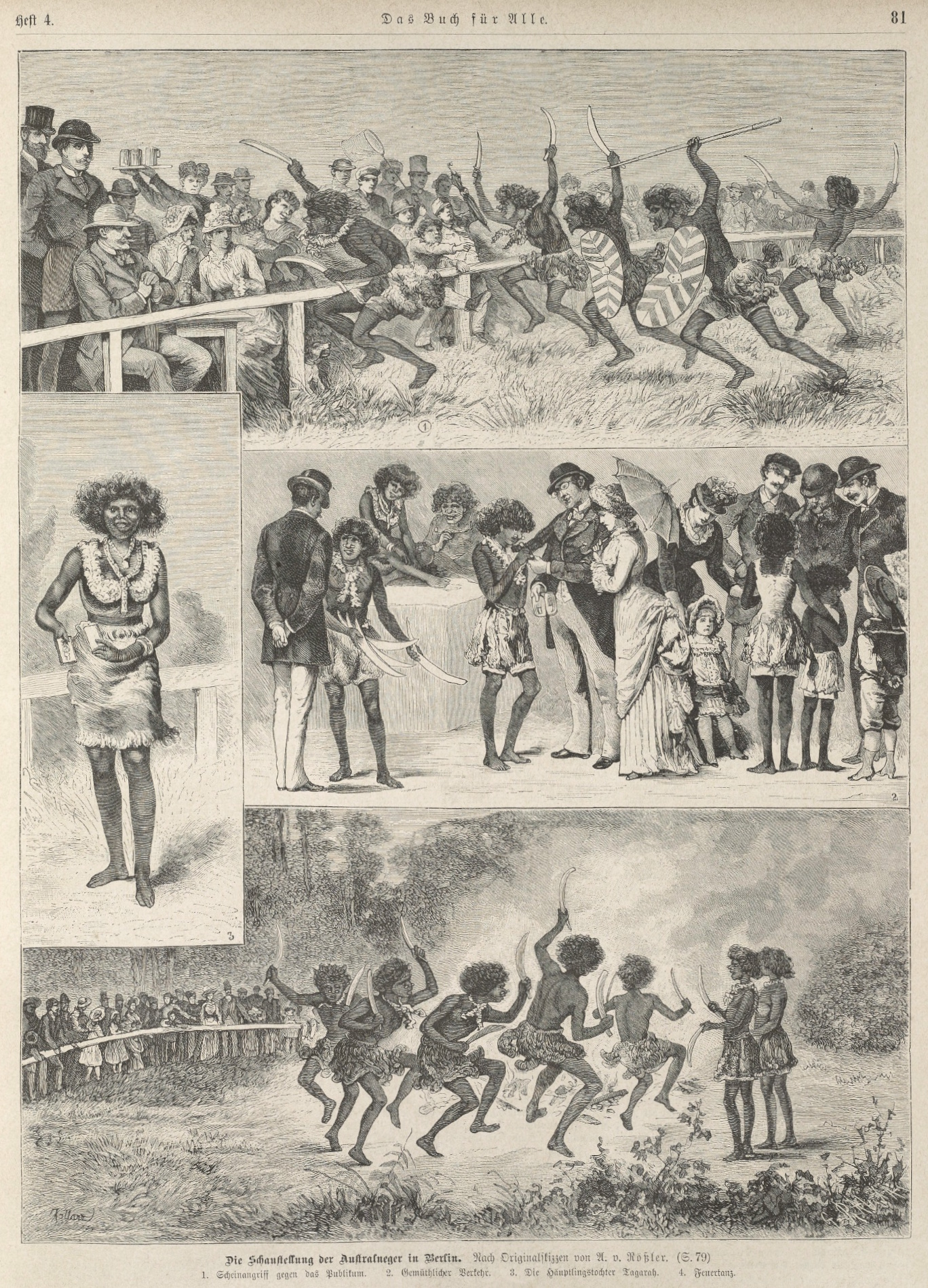
Adalbert von Roessler: Die Schaustellung der Australneger in Berlin (1885) – „1. Scheinangriff gegen das Publikum. 2. Gemüthlicher Verkehr. 3. Die Häuptlingstochter Tagarah. 4. Feuertanz.“

Weiter berichtet der Artikel über den typischen Ablauf der Völkerschau:

„Nach der Behauptung des Unternehmers sollen die Stämme, denen diese Australneger angehören, dem Kannibalismus huldigen; in Berlin nähren sich die dunkelfarbigen Gäste hauptsächlich von Reis und Fischen, wozu sie große Quantitäten Thee zu sich nehmen, auch kosten sie gern die Leckerbissen aller Art, welche ihnen das Publikum mitzubringen pflegt, mit dem sie in den Pausen zwischen ihren Produktionen ganz gemüthlich verkehren (Bild 2). Diese Produktionen, für welche in der Hasenheide bei Berlin ein besonderer Platz hergerichtet wurde, bestehen zunächst aus einem gegen das Publikum gerichteten Scheinangriff (Bild 1), wobei die Männer unter wilden Geberden ihre Waffen schwingen. […] Den Schluß ihrer Produktionen bildet der Feuertanz oder Corroboree (Skizze 4). Vor dem Beginn desselben bemalen sie sich jede Rippe mit einem breiten Farbenstreifen, ebenso zieren sie mit Längsstreifen ihre Arme, Beine und Gesichter und tanzen nun so, ihre Bumerangs schwingend, unter wildem Geheul um das flackernde Lagerfeuer. Der groteske Effekt, den dieser originelle Tanz hervorbringt, wird noch vermehrt durch das seltsame Zittern der Beine, denen die Tänzer eine sehr schnell vibrirende Bewegung zu geben im Stande sind.“

### Wissenschaftliche Untersuchungen
Cunningham erhielt in Europa von verschiedenen Wissenschaftlern Zertifikate über die „Echtheit“ der „Aborigines“. Beispielsweise händigte Paul Topinard Cunningham 1895 ein solches Zertifikat aus und forderte dazu auf, „diese seltsamen Menschenproben zu besichtigen, denn ihre Rasse wird rasch verschwinden“. Wissenschaftliche Untersuchungen wie anthropometrische Vermessungen, die Bestimmung der Hautfarbe oder Angaben zu Tätowierungen und anderen Körpermerkmalen führten Émile Houzé und Victor Jacques im Mai 1884 in Brüssel durch. Solche Vermessungen wurden im Juli 1884 auch von Rudolf Virchow in Berlin vorgenommen, der in seinem Vortrag vor der Berliner Gesellschaft für Anthropologie, Ethnologie und Urgeschichte am 19. Juli 1884 eingehend den Körperbau und verschiedene äußere Merkmale der Gruppe beschrieb und sich abfällig über ihre vermeintlichen Charaktereigenschaften äußerte:

„Der physiognomische Ausdruck ist im Allgemeinen kein angenehmer. Man überwindet den Gedanken nicht, dass zwischen uns und diesen Leuten kein volles Vertrauen herzustellen ist. Sie sind der Fröhlichkeit zugänglich, ja sie geben sich derselben gern und ganz hin, aber im nächsten Augenblick ist der Gesichtsausdruck wieder verändert, ja bis zum Unheimlichen verändert.“

Weitere Untersuchungen folgten im Februar 1885 von Alfred Kirchhoff in Halle und schließlich von Paul Topinard in Paris. Außerdem wurden Gipsabgüsse ihrer Körper gefertigt, die noch heute im Museum für Völkerkunde Dresden aufbewahrt werden.

## Umgang mit sterblichen Überresten

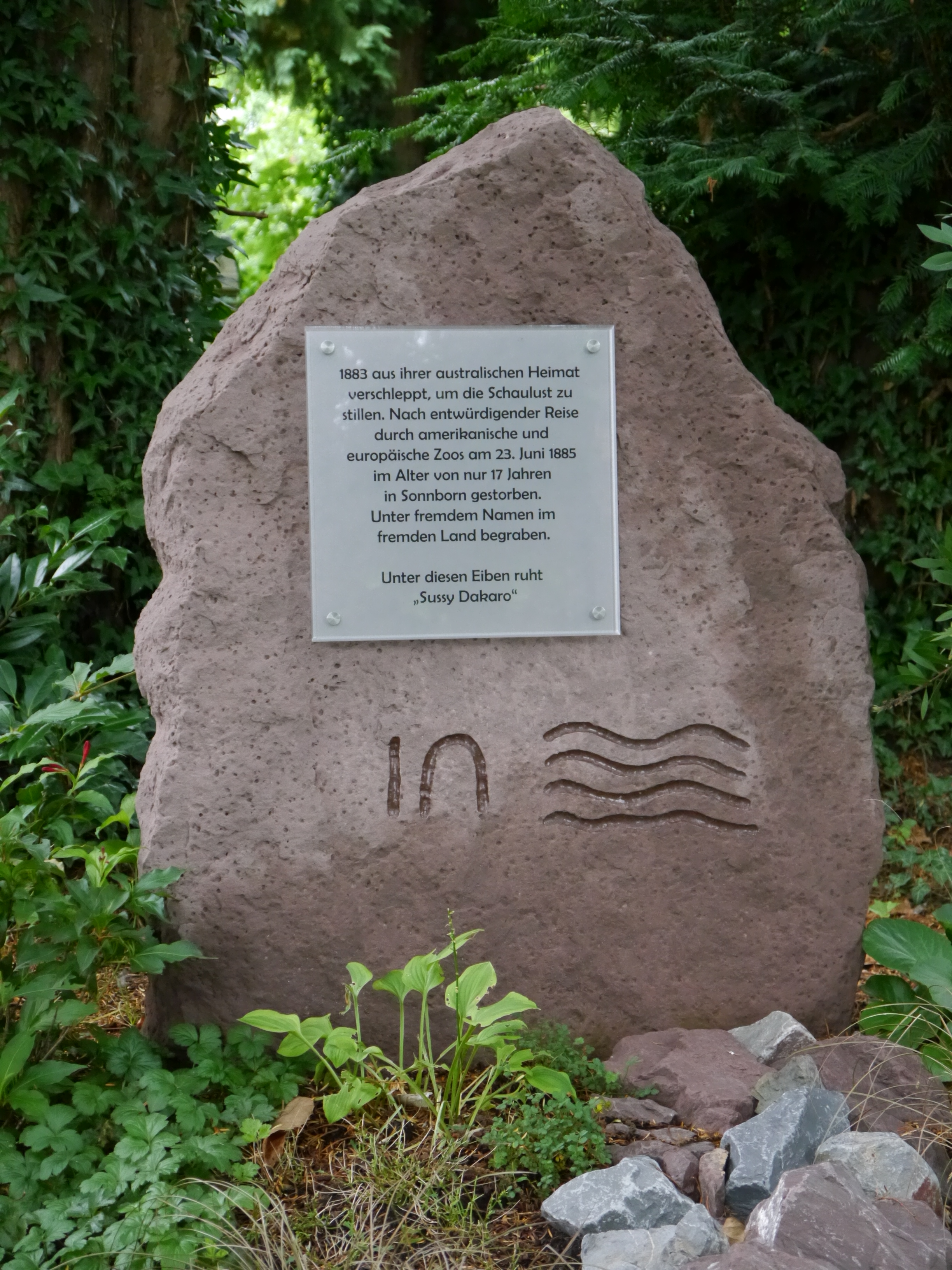
Gedenkstein für Sussy in Wuppertal-Sonnborn. Inschrift: „Unter fremdem Namen im fremden Land begraben. Unter diesen Eiben ruht ‚Sussy Dakaro‘“

1993 wurde bei der Auflösung des Bestattungsunternehmens J. C. Smith in Cleveland Kukamunburras mumifizierte Leiche entdeckt. Anfang 1994 wurde sein Leichnam aus den Vereinigten Staaten überführt und am 23. Februar gemäß der Bestattungsriten der indigenen Bevölkerung auf Palm Island beigesetzt. Auf der Grabstelle von Tagarah auf dem Friedhof von Sonnborn wurde 2017 ein Gedenkstein eingeweiht. Außerdem wird diskutiert, ihre Gebeine zu exhumieren, um sie zurück nach Australien zu bringen. Die in Chemnitz lagernden Gebeine von „Bob“ wurden 1970 offenbar der Martin-Luther-Universität Halle-Wittenberg geschenkt und 2019 in ihre Heimat überführt.

## Rezeption

### Zeitgenössische Kritik an der Völkerschau
Während der Zurschaustellung im Frankfurter Zoo im Mai 1885 kritisierte der General-Anzeiger sowohl den gesundheitlichen Zustand der dort noch fünfköpfigen Gruppe als auch den „Wächter“ (gemeint ist Cunningham), der sie als Kannibalen bewarb.

„Auf einem erhöhten Podium unter wollenen Decken kauernd, machen sie den Eindruck, als ob unser Mai auch ihnen sehr unbehaglich wäre, sie reisen aber schon 1 1/2 Jahre in fremden Klimaten umher. Doch bald stehen sie auf und lassen sich dem hochverehrten Publikum von ihrem Wächter vorstellen, gebeugten Hauptes, als ob sie sich beschämt fühlten, daß derselbe seine Hauptreklame auf ihre menschenfresserischen Neigungen gründet. Etwas ‚Mumpitz‘ ist ja immer dabei, und so werden auch diese aus Queensland stammenden, englisch sprechenden Kannibalen wohl ebensowenig wissen, wie Menschenfleisch schmeckt, als wir.“

Auch der Direktor des Westfälischen Zoologischen Gartens zu Münster Hermann Landois, wo die Gruppe Anfang August 1885 zur Schau gestellt wurde, übte deutliche Kritik an Cunningham und der Völkerschau:

„Zum Schluß kann ich nicht umhin, den Impresario der schwarzen Gesellschaft, Mr. Cunningham, näher zu charakterisiren. Virchow, Kirchhoff und Andere — und wir haben uns diesen angeschlossen — konnten ihm das Zeugniß nicht vorenthalten, daß die von ihm vorgeführten Australneger zu den interessantesten ethnographischen Schaustellungen gehören. Im übrigen charakterisirt sich das Unternehmen als die vollendetste, roheste Sklavenhändlerei. Er brachte 8 Individuen mit sich nach Amerika und von da nach Europa; im Verlauf eines Jahres sind bereits 4 gestorben. Die Wilden betteln fortwährend, verkaufen Reklamebücher und Photogramme Tag für Tag und säckeln das Geld ein, dessen Werth sie schon ziemlich kennen. Aber in Kurzem wird der Eine nach dem Andern gestorben und Mr. Cunningham schließlich der einzig überlebende lachende Erbe sein. Der Impresario machte mir gegenüber auch gar kein Hehl daraus, daß er nicht im geringsten beabsichtige, die Wilden wieder in ihre Heimath zurückzuführen, vielmehr sie als Opfer seiner Geldgier bis zum letzten Athemzuge auszunutzen. In der Tracht eines englischen Reverend und die mit Rhinozeroshaut überzogene Stahlstange in der Hand glich er von Kopf bis zum Fuß einem Sklaventreiber. Der Mensch nährte sich nur von Kaffee, Bier, Branntwein und einigen Butterbröden täglich! Bei uns in der kleinen Provinzial-Hauptstadt heimste er in 6 Tagen 1459,20 Mark ein, von welchen ich ihm allerdings die Halfte für die Kasse unseres zoologischen Gartens abknöpfte; als Einnahmen in anderen größeren Städten wies sein Notizbuch tägliche Summen von 500 bis 600 Mark nach! So etwas konnte nur ein Schüler Barnum’s ersinnen.“

Ähnlich äußerte sich das Duisburger Tageblatt am 19. August 1885:

„Moderne Sklaverei. Gegenwärtig bereist ein Engländer Namens Cunningham mit einer Truppe Australneger unsere größeren Nachbarstädte und läßt die Ureinwohner für Geld sehen. So hat er dieselben in Barmen, Krefeld, Münster und zulegt in einer Kneipe in Dortmund ausgestellt und weilt augenblicklich mit ihnen in Düsseldorf. Derartige Schaustellungen sind zwar recht interessant und lehrreich, im Grunde genommen sind sie aber nichts als Sklaverei.“

### Forschungsstand
Die australische Anthropologin Roslyn Poignant (1927–2019) veröffentlichte 2004 die Monographie Professional Savages. Captive Lives and Western Spectacle, in der sie ihre über zwei Jahrzehnte dauernde Recherche zu Robert A. Cunningham und seinen drei Völkerschau-Tourneen darstellt. Nach dem Ende der ersten Australier–Völkerschau tourte er ab 1889 mit einer Gruppe von Samoanern und schließlich von 1892 bis 1898 mit einer zweiten Gruppe indigener Australier. Bei den beiden späteren Völkerschauen verstarben jeweils fünf der Gruppenmitglieder. Außer der Monographie von Poignant haben Cunninghams Völkerschauen nur relativ wenig Niederschlag in der Völkerschau-Forschung gefunden. Es gibt bislang keine umfassende deutschsprachige Darstellung, sondern nur punktuelle Erwähnungen.
Anne Dreesbach weist in ihrer Darstellung Gezähmte Wilde von 2005 darauf hin, dass die Entführung von Menschen für Völkerschauen (wie sie auch für Hagenbecks Völkerschau der „Feuerländer“ 1881/82 vermutet wird) nicht die Regel war.

„[Cunningham] brüstete sich damit, die ‚Austral-Ureinwohner‘, die er 1884 in Deutschland zur Schau stellte, auf sein Schiff gelockt und dann entführt zu haben. Ob auch diese Darstellung Teil der Inszenierung war oder ob es tatsächlich so gewesen ist, muss hier dahingestellt bleiben. Wenn es zutrifft, dass Cunningham die ‚Austral-Ureinwohner‘ entführt hatte, so war dies aber eine Ausnahme. Die meisten Veranstalter hielten sich an gewisse Spielregeln und Verträge.“

### „Tambo“ – Nachwirkungen in North Queensland
Die Beerdigung „Tambos“ (auch Kukamunburra genannt) auf Palm Island am 23. Februar 1994, also seinem 110. Todestag, fiel in eine Zeit kontroverser öffentlicher Debatten in Australien über eine Neubestimmung des Verhältnisses zwischen Indigenen und der australischen Mehrheitsgesellschaft. Die Fiktion einer Gründung Australiens auf einer Terra Nullius war 1963 durch die Yolngu Bark Petition und endgültig 1992 im Beschluss Mabo v. Queensland (No. 2) aufgehoben worden. 1976 wurde in den Northern Territories begonnen, den Aboriginals durch die Vergabe sogenannter Native Title ihre Landrechte zurückzugeben, die sich allerdings bis auf wenige Ausnahmen nicht auf Eigentumsrechte beziehen. Der 1991 eingerichtete Council for Aboriginal Reconciliation setzte sich zudem für eine Aussöhnung mit den Aborigines ein. In diesem Zusammenhang war die Beerdigung „Tambos“ für North Queensland ein wichtiges Ereignis. Er wurde regional zu einer Symbolfigur des regionalen Versöhnungsprozesses. Walter Palm Island, einer der Stammesältesten der Manbarra, begleitete mit einer Delegation die Überführung seines Leichnams aus Cleveland. Es gelang ihm allerdings nicht, im Zuge der durch die Beerdigung ausgelösten öffentlichen Aufmerksamkeit Native Titles für die Manbarras auf der Palm Island geltend machen zu können.

### Ausstellung
Drei Jahre nach der Beisetzung von „Tambo“ auf Palm Island organisierte die National Library of Australia 1997 die Ausstellung „Captive Lives: looking for Tambo and his companions“. Roslyn Poignant stellte dort die bisherigen Ergebnisse ihrer Recherchen der Öffentlichkeit vor.

### Zeitgenössische Literatur
- Victor Jacques, Emile Houzé: Communication de MM. Houzé et Jacques sur les australiens du Musée du Nord. In: Bulletin de la Société d’Anthropologie de Bruxelles. Band 3, 1884. S. 53–153.
- Rudolf Virchow: Hr. Castan stellt die von Mr. Cunningham hierhergebrachten Australier von Queensland vor. (Sitzung vom 19. Juli 1884.) In: Verhandlungen der Berliner Gesellschaft für Anthropologie, Ethnologie und Urgeschichte, Jg. 1884, S. 407–418.